# Paimar
Paimar ist ein Stadtteil von Grünsfeld im Main-Tauber-Kreis mit 243 Einwohnern.

## Geographie

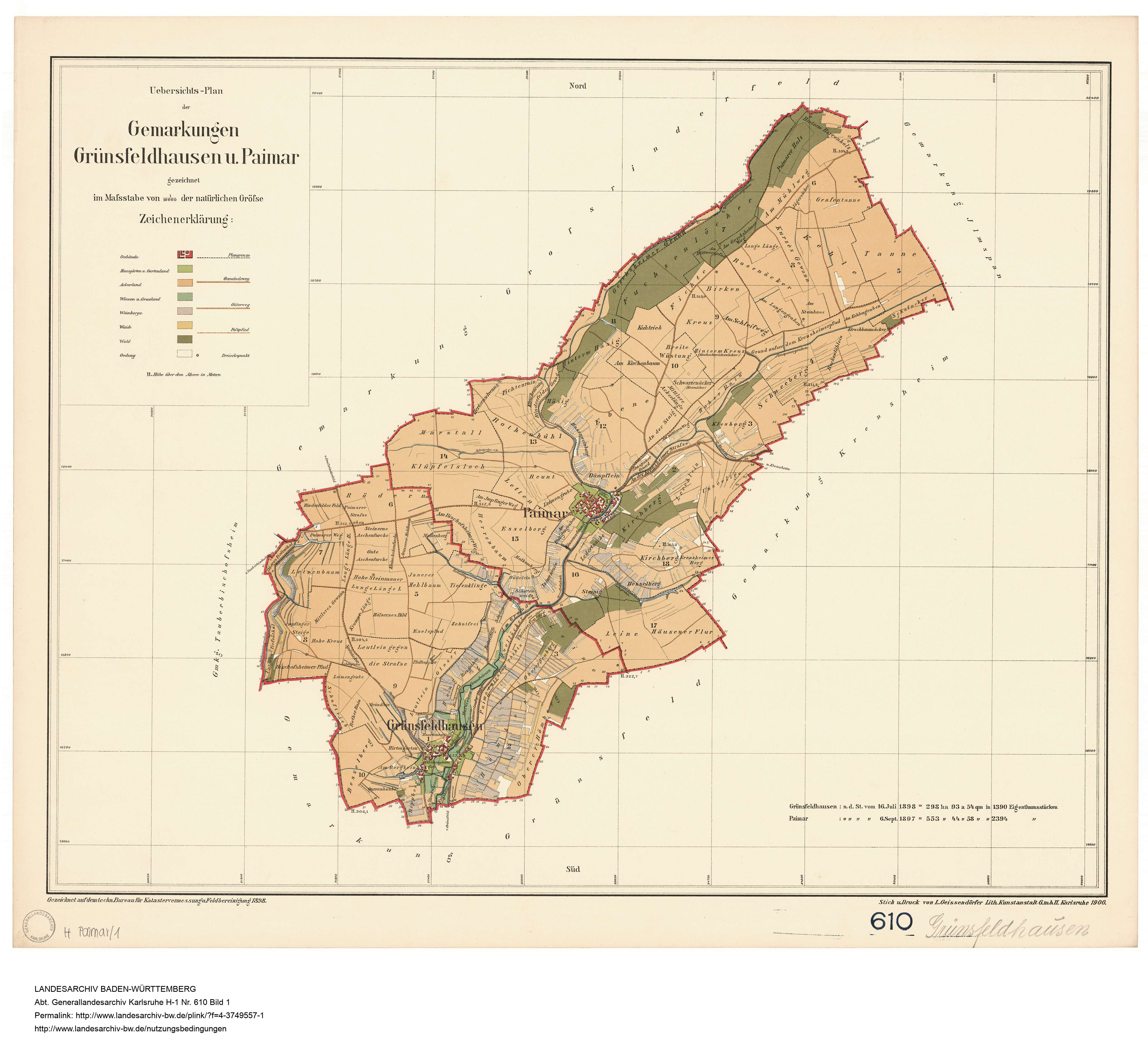
Die Gemarkung von Paimar, um 1900, daneben die Gemarkung von Grünsfeldhausen

Paimar liegt im oberen Grünbachtal.

## Geschichte
Über die Ursprünge des Dorfes ist nur wenig bekannt. Paimar wurde das erste Mal nach dem Dreißigjährigen Krieg urkundlich erwähnt. Paimar hatte in seiner Vergangenheit verschiedene Ortsnamen: 1444 wurde es als Bunber, dann als Beumar und 1502 als Baymar erwähnt. Bei einem Hochwasser im Jahre 1911 blieb Paimar nicht verschont. Die Flutwelle hinterließ große Schäden und forderte elf Menschenleben.
Während des Deutschen Krieges verteilte sich am 24. Juli 1866 im Rahmen des Gefechts bei Werbach die vierte Division (österreichisch-nassauische Division unter Feldmarschall-Leutnant Erwin von Neipperg) des VIII. Bundeskorps (unter dem Befehl von Alexander von Hessen-Darmstadt) bei Paimar.
Das Dorf wurde am 1. Januar 1973 in die Stadt Grünsfeld eingemeindet.

### Einwohnerentwicklung
| Jahr | Paimarer Bevölkerung | Sonstiges                                                                                                  |
| ---- | -------------------- | --- |
| 1961 | 268                  | Volks-, Berufs- und Arbeitsstättenzählungen in Westdeutschland vom 6. Juni 1961 (Gemeindeverzeichnis)      |
| 1970 | 251                  | Volks-, Berufs- und Arbeitsstättenzählungen in Westdeutschland vom 27. Mai 1970 (Gemeindeverzeichnis)      |
| 2016 | 243                  | Fortgeschriebene Daten der Stadt Grünsfeld anhand der Volkszählung in der Europäischen Union 2011 (Zensus) |

Quellen: Gemeindeverzeichnis und Angaben der Stadt Grünsfeld

## Kultur und Sehenswürdigkeiten

### Bauwerke und Baudenkmale

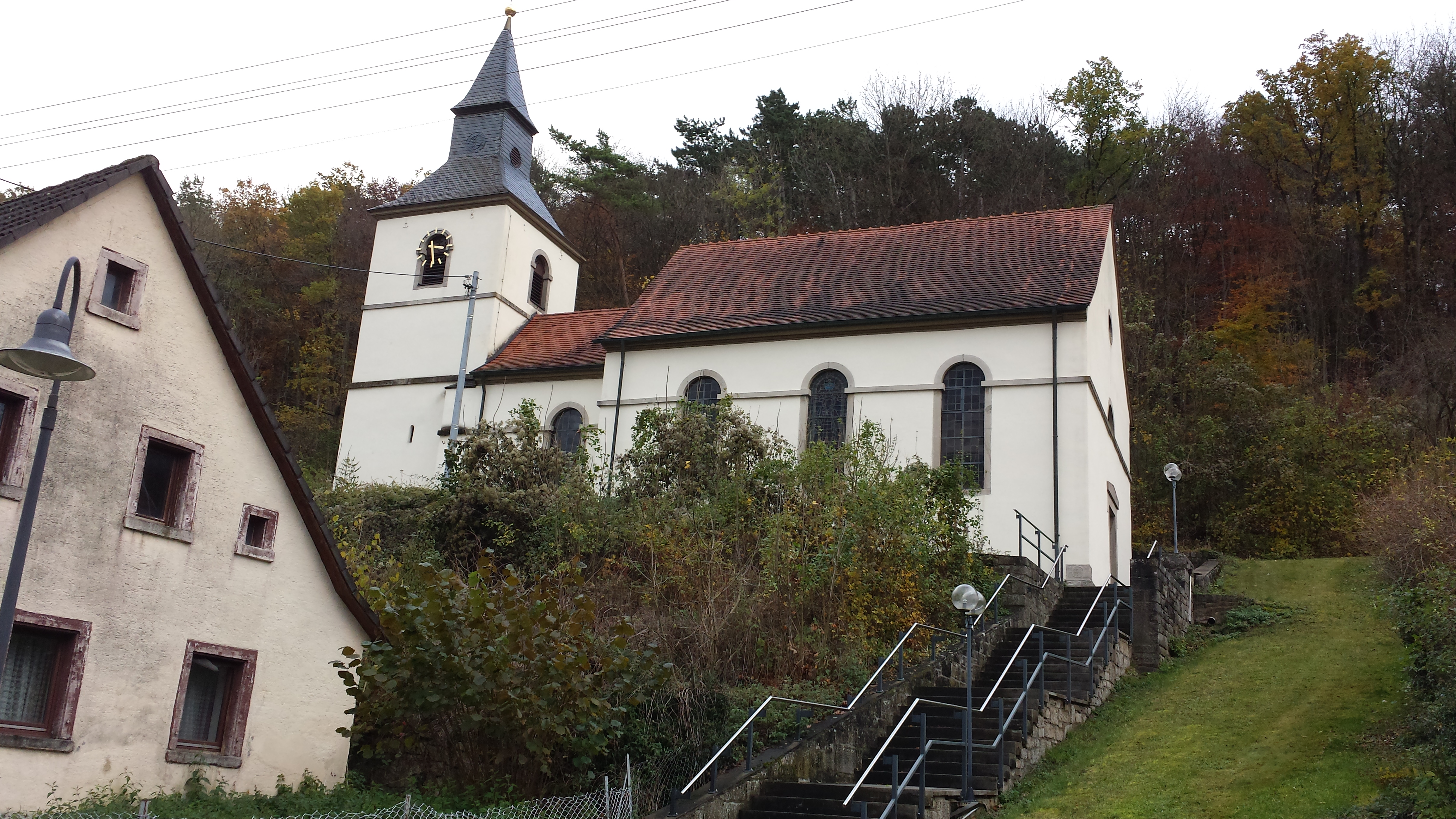
Die Laurentiuskirche in Paimar (2016)

#### Pfarrkirche St. Laurentius
Die römisch-katholische Pfarrkirche St. Laurentius steht in Paimar.

#### Bildstöcke und Steinkreuze
Um den Ort befinden sich mehrere Bildstöcke und Steinkreuze, beispielsweise ein Bildstock mit Marienkrönung von 1794.

Bildstöcke und Steinkreuze in Paimar
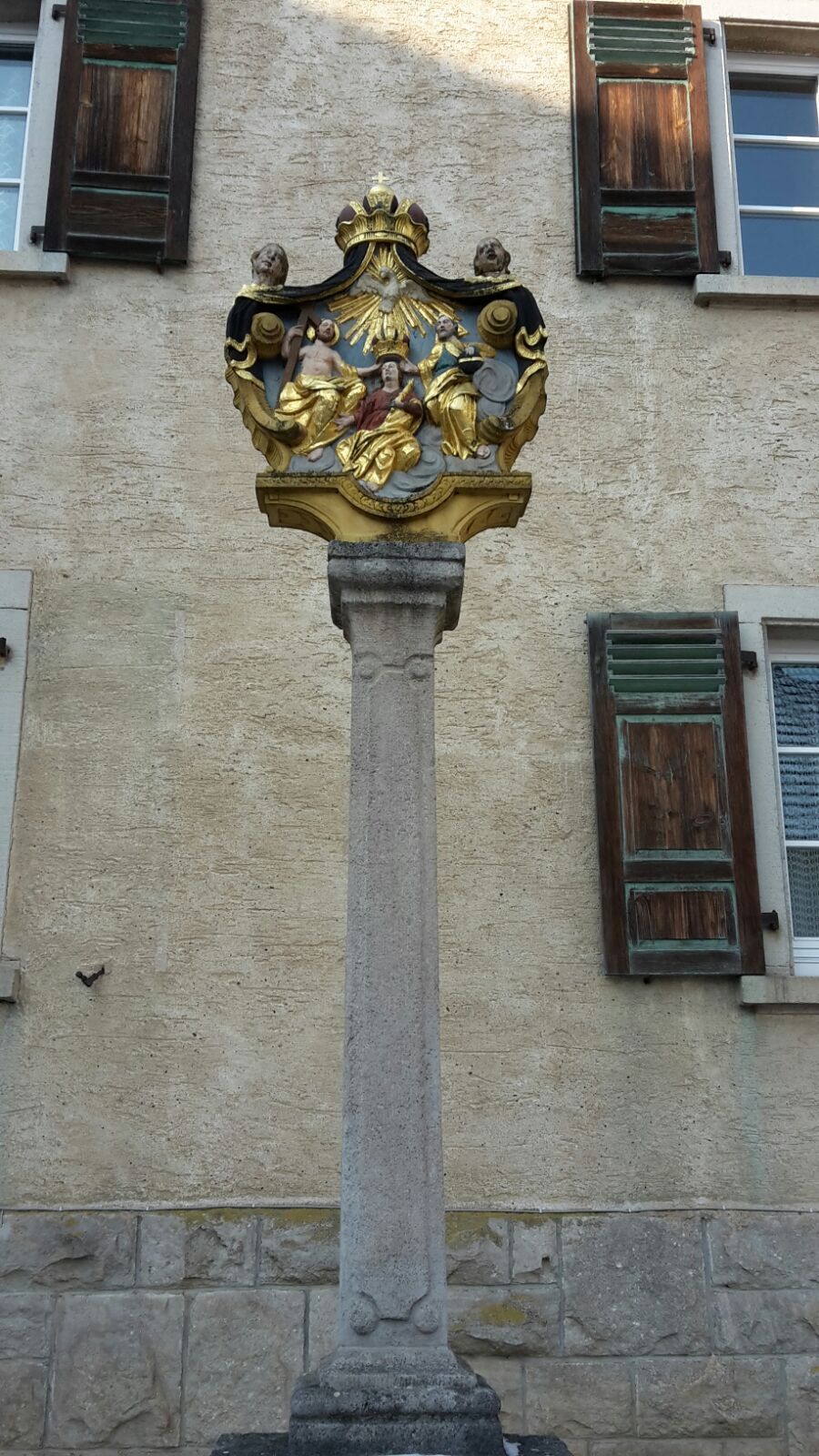
Marienkrönung, 1794
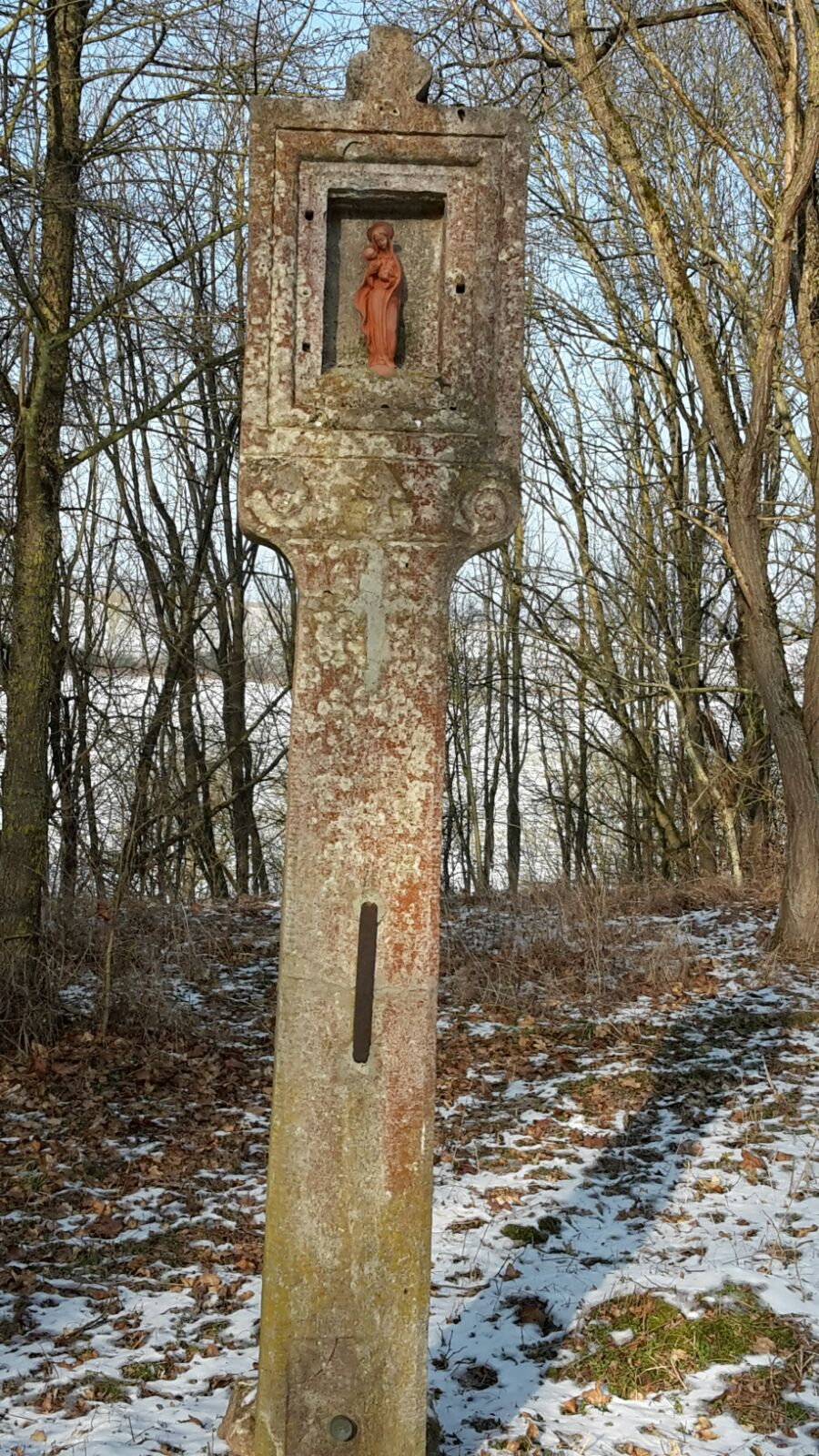
Bildstockgehäuse, 18. Jh.
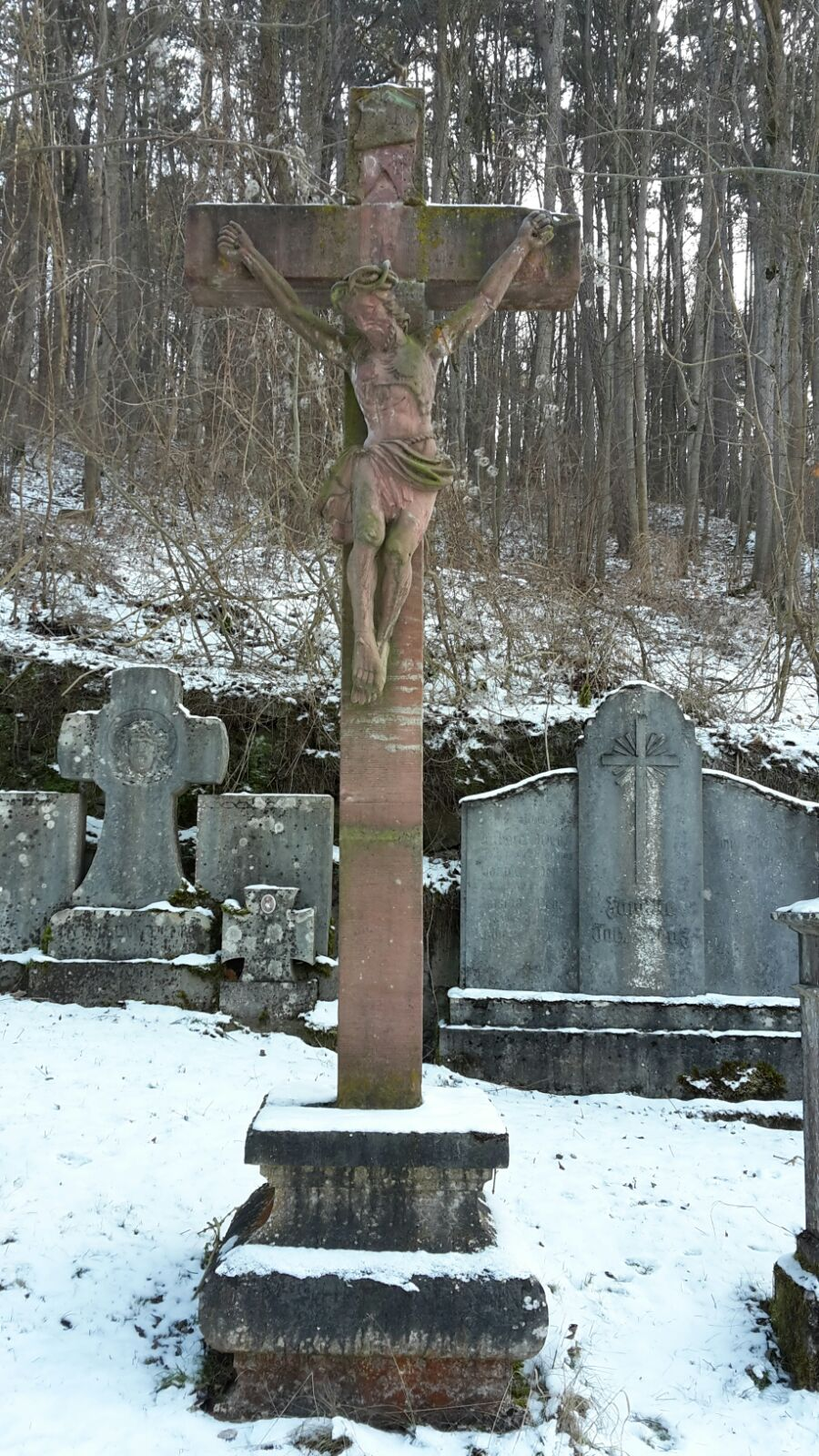
Friedhofskreuz, 1818

### Regelmäßige Veranstaltungen
(jeweils jährlich)
- 1. Mai: Maibaumfest in der Ortsmitte
- Motorradtreffen des MTG am Ortseingang
- Paimar feiert unter den Linden & mittendrin
- Kerwefeier der Frauengemeinschaft im Laurentiussaal

## Vereine und Institutionen
In Paimar bestehen die folgenden Vereine:
- Frauengemeinschaft Paimar
- Motorrad-Team-Grünbach e. V. (MTG)
- Schachclub Paimar
- Seeverein Paimar
- Freiwillige Feuerwehr Grünsfeld, Abteilung Paimar